# Kerk van Attenhoven

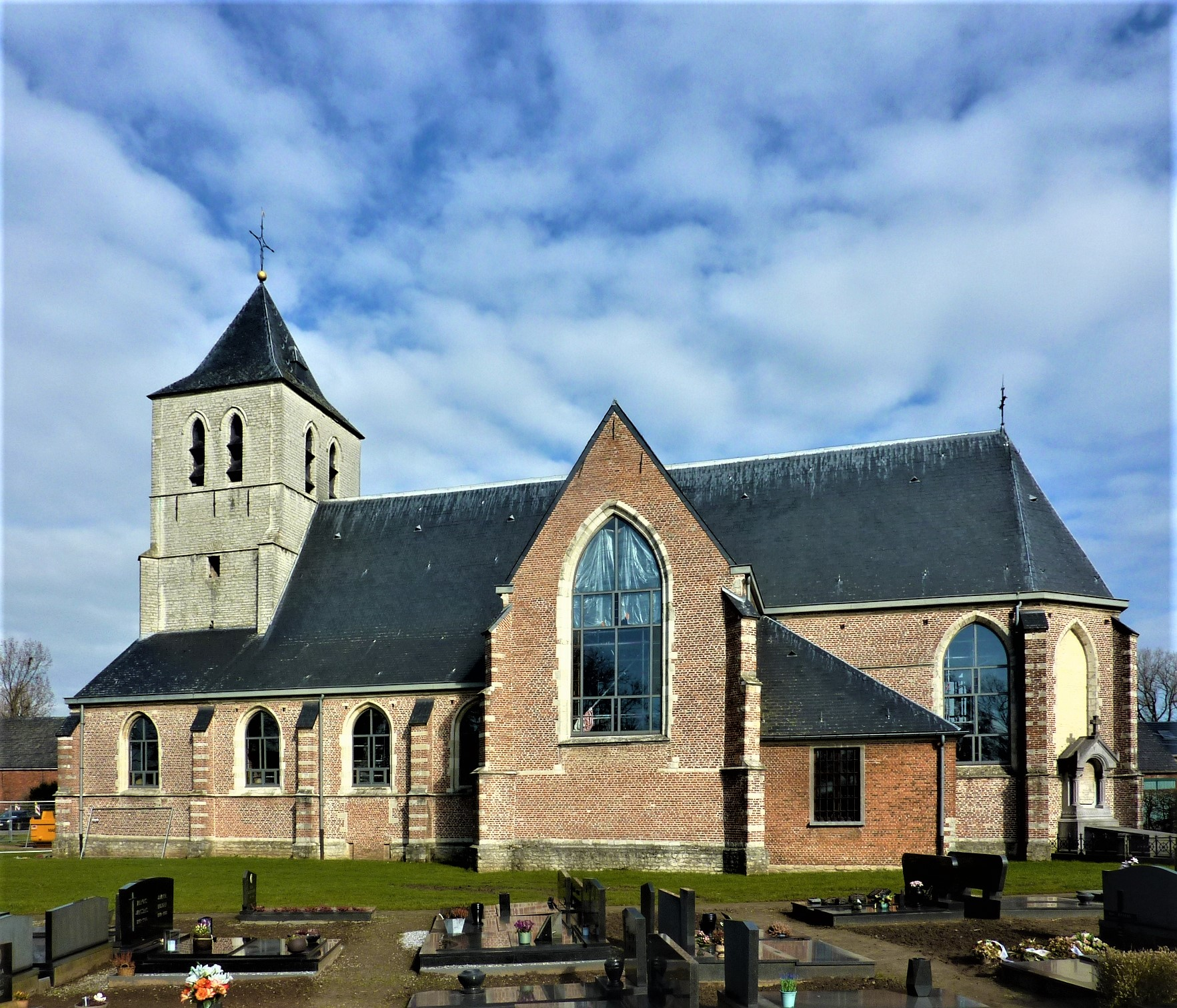
Kerk van Attenhoven

De Kerk van Attenhoven is de voormalige parochiekerk van de tot de Antwerpse gemeente Stabroek behorende plaats Hoevenen, gelegen aan de Kerkstraat. Deze kerk is niet gelegen in het dorpje "Attenhoven" dat behoort tot de gemeente Landen

## Geschiedenis
De kerk en parochie zijn gesticht door Gillis van Attenhoven, die met bedijking van de Scheldepolders (Ettenhovense Polder, Muisbroekpolder) begon. Dit geschiedde vermoedelijk in 1248. In 1297 werden kerk en parochie voor het eerst schriftelijk vermeld.
De kerk werd gebouwd en herhaaldelijk verbouwd tussen de 13e en 16e eeuw. De westtoren, het schip en het koor zijn van dit tijdvak.
Tijdens de godsdiensttwisten (eind 16e en begin 17e eeuw) werd de kerk zwaar geschonden, zowel door rechtstreeks geweld, door militaire inundaties en door het gebruik van de kerk als toevluchtsoord. Ook natuurrampen spaarden de kerk niet. Zo werd de kerk omstreeks 1680 door een overstroming beschadigd. Omstreeks 1684 werd de kerk hersteld.
In de 18e eeuw werd een tongewelf in rococostijl aangebracht. In 1790 werd het hoofdaltaar gekocht, wat afkomstig was van het Theresianenklooster te Antwerpen, dat door keizer Jozef II was opgeheven. Dit altaar is vervaardigd in het 3e kwart van de 18e eeuw. In 1759 werd de toren voorzien van een nieuwe spits. In 1844 werd deze opnieuw vernieuwd.
In 1972 werd de kerk onttrokken aan de eredienst, omdat er een nieuwe kerk in gebruik werd genomen die meer centraal was gelegen.
Het kerkje raakte in verval, maar in 1996 heeft men het gerestaureerd en sindsdien staat het bekend als Kerk van Attenhoven. Tot 2013 werd het gebruikt voor culturele activiteiten, daarna werd het om veiligheidsredenen gesloten.

## Gebouw
De ingebouwde vierkante westtoren, die vijf geledingen telt, dateert mogelijk van de 2e helft van de 13e eeuw en is gebouwd in witte Lediaanse steen. Het driebeukig schip, het transept en het koor zijn 15e-eeuws en in baksteen uitgevoerd.

## Interieur
Naast genoemd hoofdaltaar zijn er ook twee 19e eeuwse zijaltaren en een preekstoel van 1753.